# Kauai
Kauai is een eiland uit de Hawaï-archipel. Het is het op drie na grootste eiland uit de groep en staat ook bekend als 'Garden Isle'.

## Naamgeving
De naam Kauai zou de naam zijn van een van de zonen van Hawaiʻiloa, de Polynesische ontdekker van de eilanden.

## Geografie
Het eiland is van vulkanische oorsprong. Het hoogste punt is Kawaikini, met 1598 m.
| naam              | inwoners |
| ----------------- | -------- |
| Haʻena State Park | 550      |
| Wainiha           | 419      |
| Hanalei           | 450      |
| Princeville       | 2158     |
| Kalihiwai         | 428      |
| Kilauea           | 3014     |
| Anahola           | 2311     |
| Kapaa             | 11.652   |
| Wailua            | 2359     |
| Hanamaulu         | 4994     |
| Lihue             | 8004     |
| Wailua Homesteads | 5863     |
| Puhi              | 3380     |
| Poipu             | 1299     |
| Koloa             | 2231     |
| Lawai             | 2578     |
| Kalaheo           | 4996     |
| Eleele            | 2515     |
| Hanapepe          | 2678     |
| Kaumakani         | 749      |
| Waimea            | 2057     |
| Kekaha            | 3715     |
| Pakala Village    | 294      |
| Kealia            | 103      |

## Klimaat
De natste plek op aarde bevindt zich op het eiland aan de oostkant van Mount Waiʻaleʻale. De regenval bedraagt hier jaarlijks 11,7 meter. Hierdoor heeft het eiland vele diepe valleien, uitgesleten door de regen.

## Natuur
Op het eiland is het hoofdkwartier te vinden van de National Tropical Botanical Garden, een non-profitorganisatie die een netwerk van botanische tuinen en natuurreservaten in Hawaï en Florida beheert. De door deze organisatie beheerde Allerton Garden, Limahuli Garden and Preserve en McBryde Garden zijn op Kauai te vinden. Munroidendron racemosum is een plant die endemisch is op het eiland.

## Toerisme
Kauai is bereikbaar via Lihue Airport (LIH). Lihue is na Kapaa de op een na grootste stad op het eiland.

## Trivia
- De verhalen van de Disney-film Lilo & Stitch spelen zich op Kauai af.
- Delen van het eiland werden gebruikt in de films Jurassic Park (1993) en Jurassic World (2015).
- Enkele opnamen voor de vierde Pirates of the Caribbean-film Pirates of the Caribbean: On Stranger Tides (2011) vonden op het eiland plaats.